# Renzo Alverà
Renzo Alverà   (Cortina d'Ampezzo, 17 de gener de 1933 - Cortina d'Ampezzo, 15 de març de 2005) fou un pilot de bob italià que va competir durant les dècades de 1950 i 1960.
El 1956 va prendre part en els Jocs Olímpics d'Hivern de Cortina d'Ampezzo, on disputà les dues proves del programa de bob. En ambdues guanyà la medalla de plata. En el bobs a dos va formar equip amb Eugenio Monti, mentre en el bobs a quatre el feu amb el mateix Monti, Ulrico Girardi i Renato Mocellini. En el seu palmarès també destaquen sis medalles d'or i una de bronze al Campionat del món de bob, entre 1957 i 1961.